# هاناميغاوا-كو
هاناميغاوا وارد (باليابانية: 花見川区) هو حي في اليابان، يقع في تشيبا، بلغ عدد سكانه 178,339 نسمة وذلك حسب إحصائيات سنة 2018، تبلغ مساحته 34.19 كيلومتر مربع.